# Aste (dorp)
Aste is een plaats in de Estlandse gemeente Saaremaa, provincie Saaremaa. Aste wordt meestal Aste küla (‘Aste-dorp’) genoemd ter onderscheid van Aste alevik, een wat grotere plaats met de status van vlek (Estisch: alevik) in dezelfde gemeente.
Tot in december 2014 behoorde Aste tot de gemeente Kaarma, tot in oktober 2017 tot de gemeente Lääne-Saare en sindsdien tot de fusiegemeente Saaremaa.

## Bevolking
Het dorp had 190 inwoners op 31 december 2011 en 175 inwoners op 31 december 2021.

## Ligging
De Tugimaantee 86, de secundaire weg van Kuressaare via Võhma naar Panga, loopt door Aste.